# Gennaio senza luce
Gennaio senza luce è un album dei Quadraphonic pubblicato nel 2005.

## Tracce
1. Gennaio senza luce – 35:10